# Trattato di Costantinopoli (1479)
Il trattato di Costantinopoli del 1479 fu un accordo firmato il 25 gennaio dall'Impero ottomano e la Repubblica di Venezia che pose fine alla Guerra turco-veneziana del 1463-1479.

## Antefatti
Le terre che gli ottomani conquistarono nei Balcani li resero più vicini ai possedimenti veneziani. Le guerre che ne scaturirono per il predominio del Mediterraneo durarono 16 anni (1463-1479), durante le quali gli Ottomani conquistarono molte isole, in particolare l'Eubea. Alla fine della guerra, venne sottoscritto un trattato di pace tra gli ottomani e i veneziani.

## Il trattato
In base ai termini del trattato, Venezia manteneva i propri possedimenti a Dulcigno, Antivari e Durazzo ma avrebbe dovuto cedere Scutari (che gli ottomani avevano a lungo assediato) e alcuni territori sulla costa dalmata. La Serenissima inoltre rinunciava al controllo sulle isole greche di Negroponte (l'attuale Eubea) e Lemno.
Venezia, inoltre, si impegnava a pagare al Sultano un tributo annuo di circa 10.000 ducati per poter commerciare sul Mar Nero. Secondo un'altra clausola del trattato, un "buon pittore" della Repubblica di Venezia, individuato in seguito dal Senato veneziano in Gentile Bellini, sarebbe stato inviato a Costantinopoli per dipingere il ritratto del sultano Mehmet II.
Come risultato di questo trattato, Venezia acquisì una posizione indebolita nel Levante.

## Risvolti
Il trattato fu violato dal sultano Bayezid II durante la successiva guerra del 1499-1503.